# Michael Foot
Michael Mackintosh Foot, född 23 juli 1913 i Plymouth, Devon, död 3 mars 2010 i Hampstead, London, var en brittisk politiker (Labour). Foot betraktades som en del av Labours vänsterflygel och var ledare för partiet från 1980 till 1983.
Michael Foot efterträdde James Callaghan som partiledare för Labour, som efter partiets förlust till Margaret Thatchers Conservative Party förlorat mandaten för att bilda regering och hamnat i opposition. Under sin tid som ledare för Labour motsatte sig partiet ofta den politik som fördes av den dåvarande regeringen. Michael Foots period som ledare för Labour anses traditionellt vara mindre lyckad, då han ledde partiet till den största valförlusten för något parti i Storbritannien sedan 1945. Labours valmanifest 1983 pekas ofta ut som en faktor för valförlusten, då dokumentet förespråkade både ensidig kärnvapennedrustning och höjda skatter, åsikter som hade lågt stöd i Storbritannien under 1983 års valrörelse. Gerald Kaufman, en politiker på Labours högerkant, kallade manifestet för "the longest suicide note in history" ("historiens längsta självmordsbrev"). Att manifestet var ovanligt långt berodde på att partiets vänsterflygel fått igenom att alla politiska positioner som beslutats om på partikongressen skulle inkluderas i manifestet.  Efter att Labour förlorat 1983 års val stort - det konservativa partiet bibehöll makten med en majoritet av 144 platser i underhuset - efterträddes Foot som partiledare och oppositionsledare av Neil Kinnock. Foot avled den 3 mars 2010, efter en tids sjukdom.